# 関鍛冶伝承館
関鍛冶伝承館（せきかじでんしょうかん、Seki Sword Tradition Museum）は、岐阜県関市にある関市立の展示施設で、関に伝わる鍛冶の技を映像・資料・展示により紹介する施設である。
1984年（昭和59年）に、関市産業振興センターとして開館し、全面改装され2002年（平成14年）10月8日に開館した。
2018年（平成30年）には、関市日本刀鍛錬場を改修した。

## 概要
室町時代後期の「関の孫六」こと2代目兼元の名刀を展示する。 日本刀鍛錬場や技能師実演場を併設し、刃物まつりなどで実演の一般公開が行われるほか、11月8日の「刃物の日」には敷地内の刃物塚で使えなくなった刃物を供養する刃物供養祭を行っている。

## 施設
1階
- 刀剣展示室
- 関鍛冶の歴史や刀装具資料の展示
- 刀匠・刀剣技能師の実演場
- 映像紹介

2階
- 近現代刃物産業製品の展示
- カスタムナイフ作家のナイフコレクションの展示

## 一般公開日
古式日本刀鍛錬および外装技能師の実演が行われる。
- 打初め式 - 1月2日（10:00〜）
- 定例一般公開日 - 毎月第1日曜日（10月と1月をのぞく）（10:30〜、13:30〜）
- 刃物まつり一般公開日 - 10月体育の日の前の土・日曜日（10:30〜、13:30〜、15:00〜）
- 料金 - 大人：300円　高校生：200円　小中学生：100円（打初め式・刃物まつりは無料）

## 概要
休館日
- 火曜日・祝日の翌日（休日を除く）

入館料
- 一般：300円（20名以上の団体：250円）
- 高校生：200円（20名以上の団体：150円）
- 小中学生：100円（20名以上の団体：50円）
- ※ 打初め式・刃物まつり・刃物の日は入館料無料。

駐車場
- 20台

## アクセス
- 長良川鉄道越美南線「せきてらす前駅」下車。徒歩で約5分。

## 周辺
- 濃州関所茶屋
- 春日神社